# ارض طلالی
ارض طلالی (به عربی: أرض طلالی) یک تل (باستان‌شناسی) و محوطه باستانی در لبنان است که در بعلبک واقع شده‌است.